# Eliezer Greenberg (malarz)
Eliezer Greenberg (Grinberg) (hebr. ‏אליעזר גרינברג‎; ur. 13 października 1912 we Lwowie, zm. 14 lutego 1965 w Kirjat Mockin w Izraelu) – izraelski malarz pochodzący z Polski.

## Życiorys
Syn działacza syjonistycznego Jakuba Grinberga i Salomei z domu Grestenfeld. Od dzieciństwa stykał się z ideami działalności syjonistycznej, którymi dzielił się jego ojciec prowadząc w ich domu salon dyskusyjny. Duży wpływ na jego zainteresowania miał jeden z wujów, który w wolnym czasie zajmował się malarstwem. Po egzaminie dojrzałości rozpoczął naukę w Szkole Sztuk Zdobniczych we Lwowie. W 1932 zmarła jego siostra Bertha, a dwa lata później zmarł także jego ojciec. W tym samym roku Eliezer rozpoczął studia na Akademii Sztuk Pięknych im. Jana Matejki w Krakowie. Po wybuchu II wojny światowej został wcielony do Wojska Polskiego i walczył na froncie wschodnim, został schwytany przez żołnierzy Armii Czerwonej. Po krótkim pobycie w areszcie został zesłany do obozu jenieckiego, gdzie z trudem kontynuował malarstwo. Po podpisaniu układu Sikorski-Majski został objęty amnestią i uwolniony, pozostał w Związku Radzieckim. Został mianowany głównym projektantem teatru w Krzywym Rogu na Ukrainie, ożenił się z pisarką Jewgenią-Gilą Rajznberg, z którą miał córkę Ellę. W 1944 roku Eliezer Greenberg został przyjęty do Stowarzyszenia Malarzy Radzieckich i brał udział w kilku wystawach. Pod koniec 1945 Eliezer Greenberg razem z żoną i córką wrócił do Polski, odkrył wówczas, że większość jego rodziny zginęła w Holokauście. Matka Salomea zginęła w 1942 podczas akcji w getcie lwowskim. Siostra Frida zginęła wraz z córką Swietłaną w 1942 w Tarnopolu, siostra Sabina zginęła w 1942, prawdopodobnie w obozie w Bełżcu, a siostra Blanka we Lwowie. Jedyną siostrą, która przeżyła, była Irena Kalenberg. Po krótkim pobycie Greenberg postanowił emigrować z bliskimi do Mandatu Palestyny, podczas pierwszego etapu podróży dotarli do Niemiec, gdzie urodziła się ich najmłodsza córka Szulamit. Do 1948 roku Eliezer był członkiem Stowarzyszenia Malarzy Żydowskich w Berlinie i prezentował swoje wojenne obrazy na kilku wystawach.
W dalszą podróż wyruszyli w 1949 i osiedlili się w obozie przejściowym w Hajfie. W 1952 przenieśli się do Kiriat Mockin, gdzie pracował jako nauczyciel w gimnazjum. Eliezer Greenberg został przyjęty w 1955 do lokalnego stowarzyszenia artystów i brał udział w kilku wystawach w całym kraju. W 1964 miał dwie wystawy, jedną w Brukseli, drugą w Luksemburgu. Zmarł w 1965 w Kiriat Mockin.
Twórczość Eliezera Greenberga obejmuje malarstwo olejne i akwarele, dorobek sprzed 1945 przepadł. Nieliczne obrazy i grafiki powstałe w Niemczech i w Izraelu obejmują krajobrazy i weduty. Oddzielną kolekcję stanowią tzw. obrazy wojenne, w których artysta odzwierciedlił swoje przeżycia z czasów II wojny światowej.